# نزوح

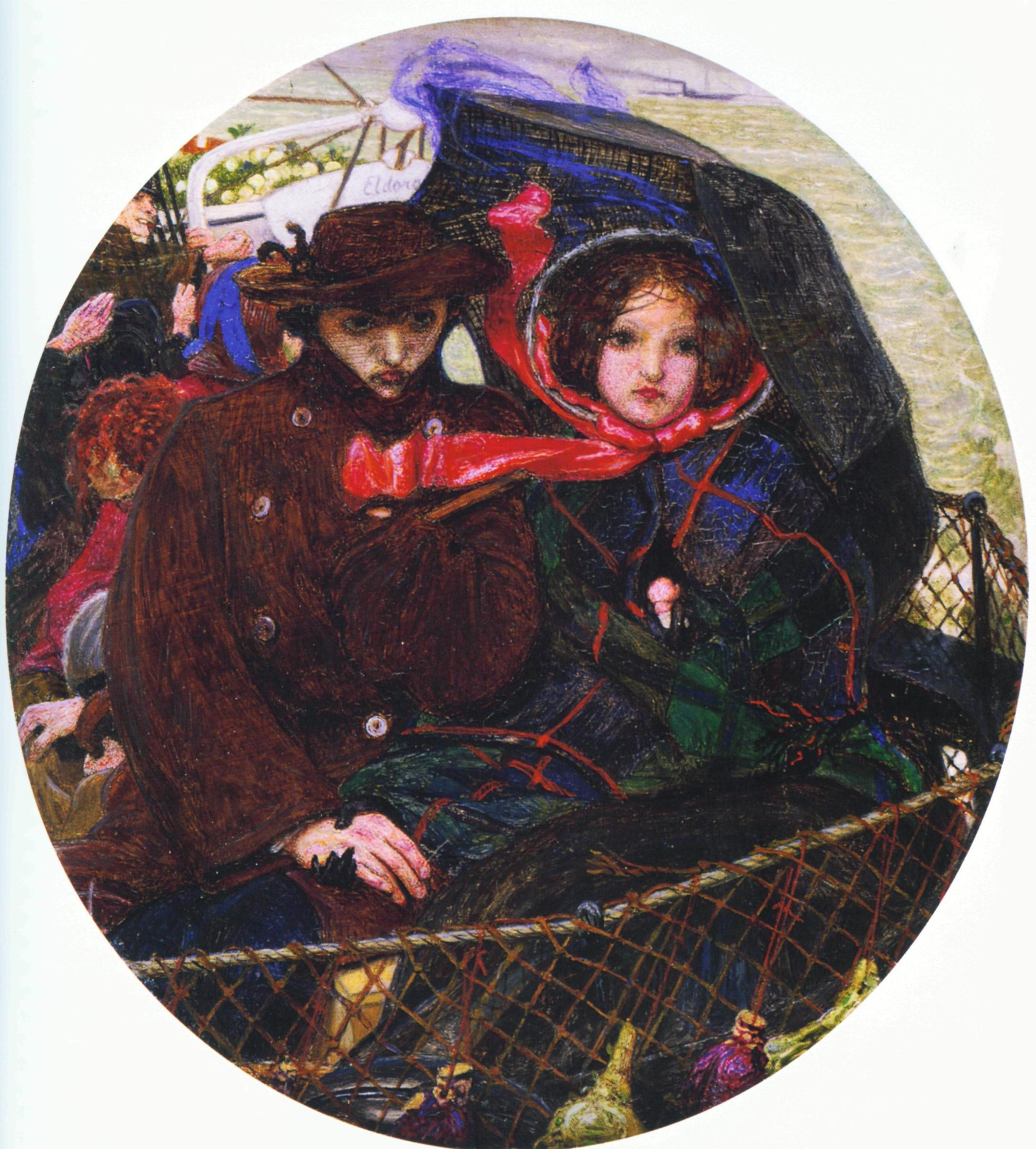
الآخر من إنجلترا بواسطة فورد مادوكس براون، والتي تصور النازحين وتاركي إنجلترا

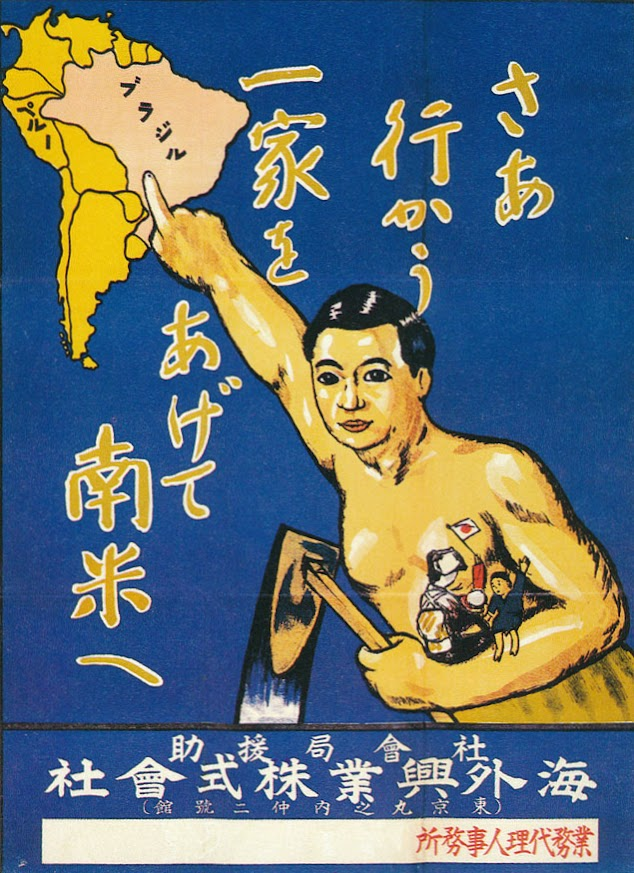
ملصق الحكومة اليابانية لتعزيز أمريكا الجنوبية

النزوح هو ترك الشخص منطقته ليستقر في مكان آخر. وهو ذات الهجرة ولكن من منظور بلد المنشأ. وتسمى حركة الإنسان قبل اقامة الحدود السياسية أو داخل دولة واحدة، "النزوح". وهناك العديد من الأسباب التي قد تؤدى للنزوح. بعضها أسباب سياسية أو اقتصادية، أو لأسباب شخصية مثل العثور على زوج أثناء زياره لبلد آخر، والنزوح للبقاء معهم. كما يفضل الكثير من كبار السن الذين يعيشون في الدول الغنية بالمناخ البارد، الانتقال إلى مناخ أكثر دفئا عند التقاعد.
ينتقل العديد من المغتربين السياسيين أو الاقتصاديين مع أسرهم، نحو مناطق جديدة أو دول جديدة حيث يأملون في العثور على السلام أو فرص عمل لا تتوفر لهم في موقعهم الأصلي. وعلى مر التاريخ، عاد عدد كبير من النازحين إلى ديارهم بعد أن كسبوا ما يكفيهم من المال في البلاد الآخرى. وأحيانا ينتقل هؤلاء النازحين إلى بلدان ذات اختلافات ثقافية كبيرة، حيث يشعروا دائما انهم ضيوف في أماكنهم الجديدة، ويحفاظوا على ثقافتهم الأصلية، التقاليد واللغة، مما يجعل أطفالهم يرثونها منهم في بعض الأحيان. وقد يخلق الصراع بين الثقافة الأم والثقافة الجديدة، بعض التناقضات الاجتماعية، وهو وضع غير ملائم بالنسبة ل«الأجانب»، الذين يروا أحيانا ان هذه النظم القانونية والاجتماعية، جديدة وغريبة بالنسبة لهم. وفي كثير من الأحيان، تنمو مجتمعات المهاجرين في المناطق الجديدة.
لقد كان للنزوح تأثير عميق على العالم في القرون ال18، ال19، وال20، عندما ترك الملايين من الاسر الفقيرة أوروبا وتوجهوا للولايات المتحدة، كندا، البرازيل، الأرجنتين، باقي دول أمريكا اللاتينية، أستراليا، ونيوزيلندا.
على الرغم من غموض التعريفات واختلافها إلى حد ما، إلا أنه لا ينبغي الخلط بين النزوح/الهجرة وبين الهجرة الجبرية، مثل حالات نقل السكان أو التطهير العرقي.
قد تكون دوافع النزوح; الحوافز التي تجتذب الناس بعيدا، والمعروفة باسم عوامل «الجذب»، أو الظروف التي تشجع الشخص على المغادرة، والمعروفة باسم عوامل «الدفع»، فعلى سبيل المثال:

## عوامل الدفع
- الحرب أو غيرها من الصراعات المسلحة
- المجاعة أو الجفاف
- المرض
- الفقر
- الفساد السياسي
- الأصولية الدينية / التعصب الديني
- الكوارث الطبيعية
- استياء من المواطنين، مثل المضايقات المتكررة، البلطجة، والاعتداء
- الاستياء من معدل الهجرة، مما يسبب مضايقات متكررة، البلطجة، والاعتداء على السكان الأصليين
- انعدام فرص العمل
- انعدام الحقوق المختلفة
- هدف نشر الثقافة الخاصة والدين

هذه العوامل، باستثناء الخلاف مع السياسة والسخط من السكان الأصليين والمهاجرين، لا تؤثر على شعوب البلدان المتقدمة، وحتى وقوع كارثة طبيعية لا تتسبب غالبا في النزوج إلى الخارج.

## عوامل الجذب
- زيادة الدخل
- ضرائب أقل
- أحوال جوية أفضل
- توفر فرص العمل
- تطور الخدمات الصحية (أدوية، مستوصفات)
- تطور الخدمات التعليمية (تطوير المناهج، تطوير الأبنية، انتقاء المدرس الأفضل)
- تحسين السلوك بين الناس
- أسباب عائلية
- الاستقرار السياسي
- التسامح الديني
- الحرية النسبية
- الهيبة الوطنية

## قيود النزوح

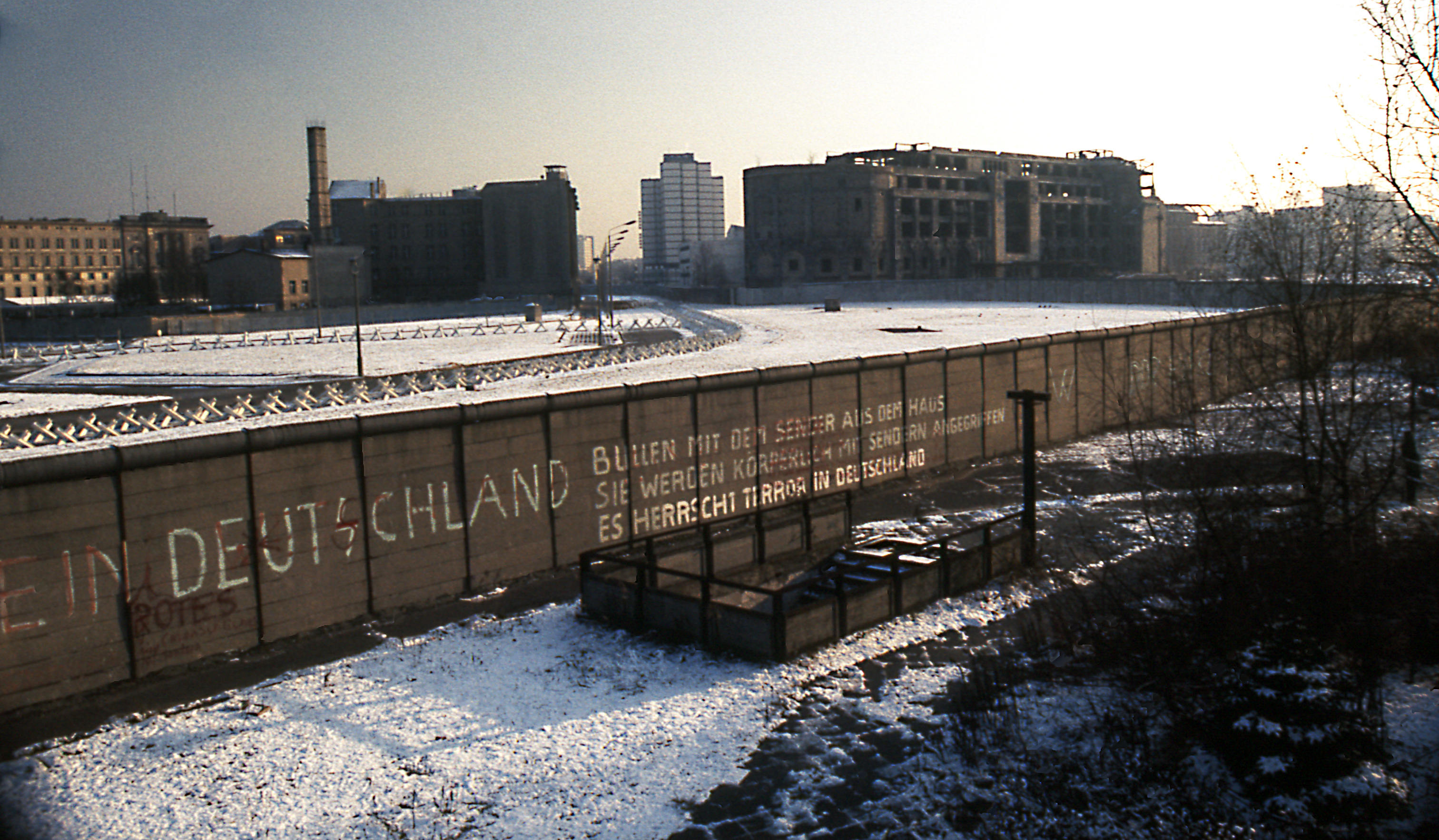
ألمانيا الشرقية تنصب حائط برلين لمنع النزوح غربا

تحد بعض البلدان من إمكانية نزوح مواطنيها إلى بلدان أخرى. فقد بدأت الجمهوريات الاشتراكية السوفياتية مثل هذه القيود في عام 1918، بسن قوانين وتشديد الرقابة على الحدود، حتى أصبح النزوح الغير شرعي مستحيل تقريبا بحلول عام 1928. ومن أجل تعزيز هذا، أقاموا الرقابة على جوازات السفر الداخلية وتصاريح الإقامة الداخلية للفرد في المدينة («مكان الإقامة»)، جنبا إلى جنب مع تقييد حرية الحركة الداخلية التي تسمى غالبا 101 كيلومتر، وهي التي تقيد التنقل حتى داخل المناطق الصغيرة.
في نهاية الحرب العالمية الثانية في عام 1945، احتل الاتحاد السوفياتي بلدان عديدة في أوروبا الشرقية، حيث شكلوا معا المسمى بالكتلة الشرقية، وقد طمح غالبية الذين يعيشون في المناطق المكتسبة حديثا في الاستقلال وأرادوا رحيل السوفيتين. وقبل عام 1950، نزح أكثر من 15 مليون مهاجر من الاتحاد السوفيتي والبلدان الأوروبية الشرقية المحتلة إلى الغرب في السنوات الخمس التي تلت الحرب العالمية الثانيةمباشرة. وبحلول أوائل عام 1950، تمت محاكاة النهج السوفياتي في السيطرة على الحركة الوطنية من معظم بقية دول الكتلة الشرقية. حيث توقفت معظم النزوحات من الشرق إلى الغرب، بسبب القيود التي نفذت في الكتلة الشرقية، فوصلت إلى 13.3 مليون هجرة غربا بين عامي 1950 و 1990. ومع ذلك، هاجر مئات الآلاف من الألمان الشرقيين سنويا إلى ألمانيا الغربية عبر «ثغرة» في النظام الذي كان قائما بين الشرق والغرب في برلين، حيث تحكم في الحركة الأربعة قوى المحتلة في الحرب العالمية الثانية. ولقد نتج عن النزوح «نزوح العقول» من ألمانيا الشرقية إلى ألمانيا الغربية من الشباب المحترفين المتعلمين، وبحلول عام 1961 كان قد هاجر ما يقرب من 20 ٪ من سكان ألمانيا الشرقية إلى ألمانيا الغربية. كما أقامت ألمانيا الشرقية في عام 1961، حاجز من الاسلاك الشائكة الذي من شأنه أن التوسع ليصبح جدار برلين، الذي نجح بشكل فعال في اغلاق الثغرات. وفي عام 1989، سقط سور برلين، تلاه توحيد ألمانيا وانهيار الاتحاد السوفياتي.
وفي أوائل عام 1950، تم الاحتذاء بالنهج السوفياتي في السيطرة على الحركة على الصعيد الدولي بواسطة كل من الصين، منغوليا، وكوريا الشمالية. حيث لا تزال تفرض كوريا الشمالية قيودا صارمة على النزوح، وتحتوي على حظر النزوح الأكثر صرامة في العالم، حتى في أواخر الثمانينيات، قبل سقوط جدار برلين، [23] ومع ذلك يهاجر بعض الكوريين الشماليين بصورة غير شرعية إلى الصين.[24] وهناك بلدان أخرى فرضوا قيود مشددة على النزوح مرة واحدة منها أنغولا، إثيوبيا، موزامبيق، الصومال، أفغانستان، بورما، كمبوتشيا الديمقراطية (كمبوديا في الفترة من 1975-1979)، لاوس، فيتنام الشمالية، العراق، جنوب اليمن وكوبا.